# Sunninghill House
Sunninghill House er en engelsk ejendom nord for landsbyen Sunninghill, beliggende i nærheden af såvel Ascot som Windsor Castle. I perioden 1990-2004 var ejendommen officiel residens for prins Andrew af Storbritannien.
51°2′33.74″N 0°38′59.62″V / 51.0427056°N 0.6498944°V